# 新城山
新城山（意為「Uking（太魯閣族的老祖先）居住的山頭」）是臺灣花蓮縣秀林鄉秀林村與富世村交界處的一座山峰，最高點海拔1441公尺，因緊鄰山腳的新城聚落而得名。該山峰地處立霧溪與三棧北溪的分水嶺上，立有二等三角點1206號。
新城山位於太魯閣國家公園轄區邊界上。